# Pedra de les Olles
La Pedra de les Olles o Pedra del Pla dels Forcs és un agrupament d'uns grans pedres granítiques amb més de vint inscultures en cassoletes gravades per humans. Es troba a l'àmbit del Montnegre al terme municipal de Sant Iscle de Vallalta (El Maresme), inclòs a l'Inventari del Patrimoni Arqueològic i Paleontològic de Catalunya.
Es troba a prop d'una cruïlla de camins sobre la capçalera de la Vallalta.
Des de Sant Iscle de Vallalta cal prendre un camí pujant al Pla dels Forcs passant per les dones d'aigua i Can Maresme.
Al lloc anomenat ‘’pla de Forcs'’, que és cruïlla dels termes de Vallgorguina, Arenys de Munt i Sant Iscle de Vallalta, hi ha un agrupament de tres grans pedres granítiques, l'anomenada Pedra de les Olles. La roca té una planta aproximadament triangular, amb una gran cubeta al centre de 40 cm de diàmetre i 6 cm de profunditat. En total són 25 cassoletes insculturades, sense comptar els canals d'unió entre elles.
Es tracta d'una pedra insculturada de forma oval, situada en un aflorament granític, aplanada en la seva part superior. Presenta motius insculturats de cassoletes, que es relaciona en altres àrees amb el fenomen megalític, en un moment que caldria datar entre el neolític mig/final i el calcolític, període en el qual són freqüents aquest tipus de representacions gràfiques sobre pedra.
Llevat d'aquest argument no hi ha cap altre criteri per a proposar la cronologia del bé. Aquest no es relaciona amb cap jaciment proper que pogués aportar dades en aquest sentit.
Durant la prospecció efectuada el 2008, amb motiu de la revisió de la carta arqueològica del Maresme, es va situar i documentar aquesta pedra amb inscultures, no documentat en els seus entorns cap mes tipus de restes arqueològiques.